# Coripata
Coripata es una localidad y municipio de Bolivia, ubicado en la provincia de Nor Yungas del departamento de La Paz.
Se encuentra ubicado a 116 km de la ciudad de La Paz, capital del departamento, a 1750 metros sobre el nivel del mar. Según el último censo nacional de 2012, Coripata cuenta con una población de 16.930  habitantes, 8.460 hombres y 8.470 mujeres.
La topografía de la región es irregular, típica de la región de los Yungas, con una temperatura promedio de 25 °C. Los principales ríos del municipio son los ríos Tamampaya (navegable), Peri Jankchu y Elena.

## Historia
De acuerdo con la investigación del historiador coripateño Aldo Rocabado, como todos los pueblos de los Yungas, hasta 1700 no existía un centro urbano como tal y en toda esta región sólo había zonas ricas y prósperas haciendas cocaleras.
En su libro Memorias Históricas de Coripata, Rocabado señala que el nacimiento y formación de éste data aproximadamente de los años 1720 y 1730, y que el principal referente era la creación de la Viceparroquia de Santiago de Peri y Chicaruma, cuyos archivos corresponden a 1734.
“El nombre de Coripata, que en idioma aymara significa Altura del Oro, se impuso recién en la segunda mitad del siglo XVIII por ser este lugar una especie de campamento minero donde la gente extraía oro del río Peri. Los varones trabajaban en las orillas de este río, pero sus familias residían en esta altura para evitar la contaminación de la fiebre terciana o malaria, más conocida como thalathala, producto de la picazón de los mosquitos trasmisores”, sostiene el historiador.
Otro referente histórico y documentado del nombre de Coripata se lo encuentra en las primeras encomiendas formadas por los conquistadores españoles.
Lo muestra el libro titulado Encomiendas y situaciones de proveído del Virrey del Perú, Francisco de Toledo, en el año 1572. Una parte de dicho documento, con 435 años de antigüedad, dice: “además, en el distrito paceño, por fallecimiento encomendero, Juan de Ribas, el capitán Antonio de Hoznayo, recibió el importante repartimiento de los mitimaes yunka de Peri y Kuripata”, sostiene la investigación.
Hoy sabemos, añade Rocabado en su investigación, que Kuripata en el idioma aymara significa: aquella altura lejana. Tomando en cuenta este antecedente, teóricamente, el actual nombre de Coripata posiblemente tenga sus raíces en el testimonio Kuripata.
El primer conglomerado de casas y viviendas en Coripata era con paredes de adobe y techo de paja y de una sola planta. Este caserío se asentó en lo que actualmente es la plaza y principal avenida, donde se ubica la iglesia. Todo esto con el objeto de centralizar la comercialización de la hoja de coca que se producía en esta rica región.
Coripata fue creada por decreto el 1 de julio de 1899 en la presidencia de José Manuel Pando. En dicho documento, esta población es reconocida como capital de la Segunda Sección de la provincia Nor Yungas.

## Fauna y Flora

### Fauna
Coripata es un lugar que generalmente tiene su fauna en los montes como ser: El puma, Cerdo de Monte, Venado, Monos y Tigresillos. Entre las aves se encuentra Navajeros, Tucanes, Pájaros Carpinteros, Loros, Uchis, Viloco, Pavitas de Monte y más.

### Flora
En lugar se pueden apreciar: Patujú, Ceibo, árboles de mangos (distintas variedades), café, palta, árboles de siquili, árboles de naraja, árboles de mandarinas, variedad de plátanos, y obviamente las plantas de la hoja de coca, y otras.

## Demografía
De acuerdo con el censo boliviano de 2024, la población del municipio de Coripata es de 23 910 habitantes.
La población del municipio aumentó más del doble entre 1992 y 2024:
| Año  | Habitantes (municipio) | Fuente |
| ---- | ---------------------- | ------ |
| 1992 | 10.276                 | Censo  |
| 2001 | 11.444                 | Censo  |
| 2012 | 17.586                 | Censo  |
| 2024 | 23.910                 | Censo  |

## Turismo
En el municipio de Coripata abunda la vegetación y cuenta con un clima tropical típico de los Yungas. También se cuenta con los ríos Tamampaya, siendo él más grande, Elena, Peri, Santiago.

## Radios
- Radio Libertad 91.3 MHz FM
- Radio FmBolivia 101.3 MHz
- Radio Líder 99.3 MHz
- Radio Coca Stereo 101.7 MHz